# Krijn de Koning
Krijn de Koning (* 1963 in Amsterdam) ist ein niederländischer Installationskünstler.

## Biografie

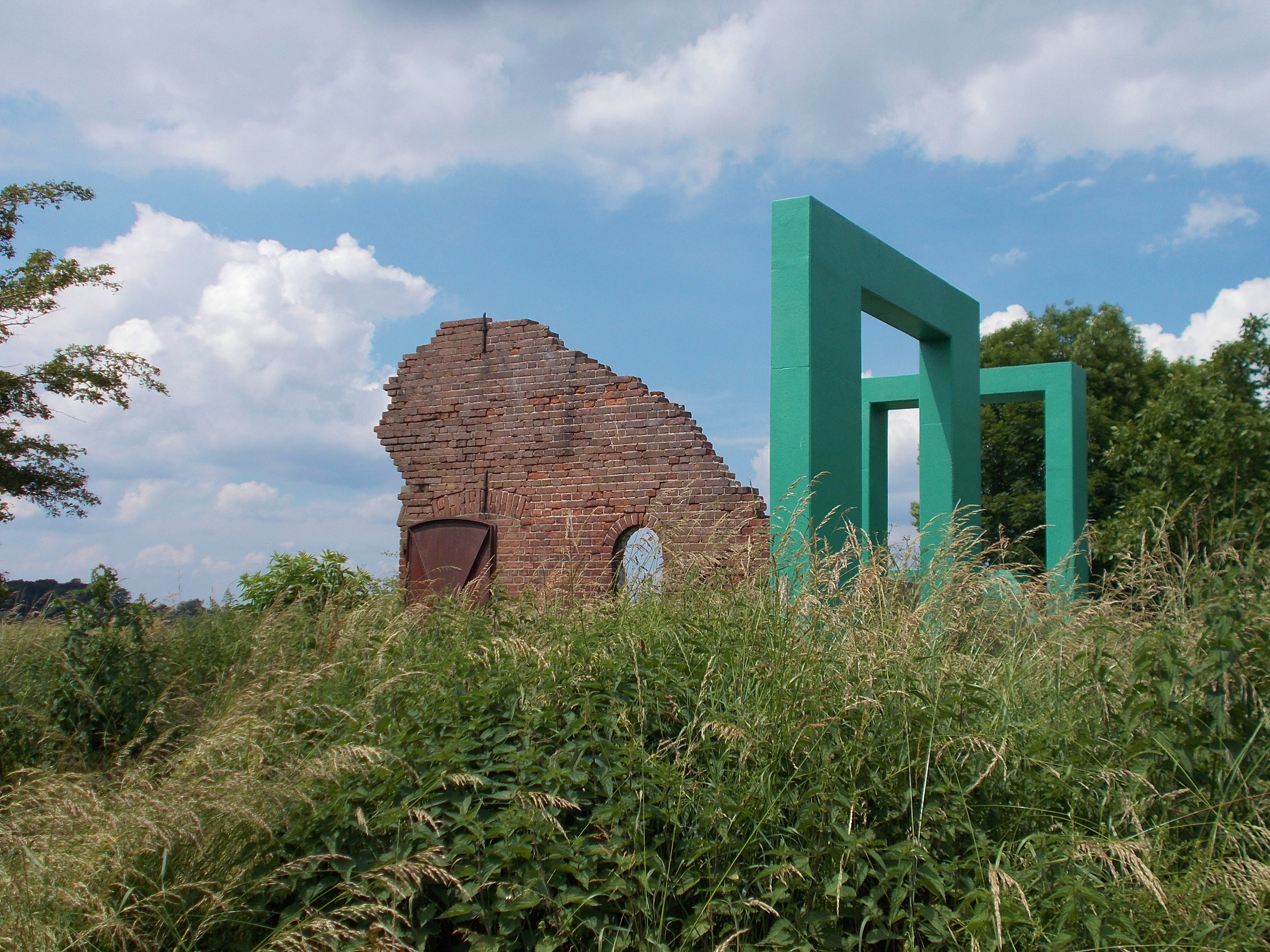
Observatorium Krijn de Koning IJsseluiterwaard

De Koning studierte von 1983 bis 1988 an der Gerrit Rietveld Academie in Amsterdam und war von 1988 bis 1990 Teilnehmer von De Ateliers in Haarlem. Er studierte von 1991 bis 1992 am Institut des hautes études en arts plastiques. 1996 bis 1999 war er Teilzeit-Hochschullehrer. Zunächst lehrte er an der AKI in Enschede und anschließend an der École régionale des beaux-arts de Rennes in der Bretagne.
Seit Anfang der 1990er Jahre realisiert Krijn de Koning Kunst im öffentlichen Raum und Installationen. Seine Werke sind oft temporär und immer auf ihre Umgebung bezogen. Die Kunst von Krijn de Koning ist auf der Schnittstelle zwischen Architektur und Skulptur zu verorten, oft für den Rezipienten begehbar und so auf das menschliche Maß bezogen.
Krijn de Konings Konstruktionen sind in unterschiedlichen, meist hellen Farben gestrichen. Das Baumaterial wird komplett von den Farbflächen überdeckt. Die Farbstrukturen erinnern an ein Labyrinth aus Mauern, Durchgängen und Fenstern. Ein Beispiel dafür ist die Installation Dwelling von 2014. Die Oberfläche des Werks Façade von 2012 besteht aus dem Baumaterial, welches in unregelmäßigen Abständen mit blauen Farbflächen versehen ist.

## Ausstellungen (Auswahl)

### Einzelausstellungen
- 2000: Krijn de Koning, Beeld voor De Vleeshal, De Vleeshal, Middelburg
- 2002: Krijn De Koning, Le Grand Café, Centre d’art contemporain de Saint-Nazaire, Saint-Nazaire
- 2005: Krijn de Koning, Het Mondriaanhuis, Amersfoort
- 2010: Krijn De Koning, In Here, for This, Demisch Danant, New York, NY[5]
- 2011: Krijn de Koning, Vides pour un patio Musée des Beaux-Arts de Nantes, Nantes
- 2014: Dwelling Turner Contemporary, Margate’s seafront[6][7]

### Gruppenausstellungen
- 1997: A Collaborative Work, Stedelijk Museum Bureau Amsterdam, Amsterdam
- 2003: Mouvements de fonds, Acquisitions 2002 du Fonds national d'art contemporain, Musées d´Art Contemporain Marseille, Marseille
- 2004: De Werkelijkheid, De Vleeshal, Middelburg
- 2007: Contour / Continuïteit, Heden en Verleden, Stedelijk Museum Het Prinsenhof, Delft
- 2010: Acquisition Presentation Contemporary Drawings, Museum Boijmans Van Beuningen, Rotterdam
- 2010: Lebt Theo?, Gesellschaft für Kunst und Gestaltung, Bonn
- 2012: Façade 2012, Centrum Beeldende Kunst Zeeland, Middelburg
- 2016: Non Figuratif, un regain d’intérêt?, Abbaye St André, Centre d'art contemporain Meymac, Meymac

## Auszeichnungen
- 2007: Sikkens Preis[8]